# Megacephalomana
Megacephalomana is een geslacht van vlinders van de familie spinneruilen (Erebidae).

## Soorten
- M. laportei Berio, 1975
- M. remaudi Laporte, 1972
- M. rivulosum (Saalmüller, 1880)
- M. saalmuelleri (Viette, 1965)
- M. stygium (Saalmüller, 1881)